# A corazón abierto: geografía literaria de la homosexualidad en Chile
A corazón abierto: geografía literaria de la homosexualidad en Chile es un libro del autor chileno Juan Pablo Sutherland que consiste en una recopilación de textos literarios chilenos que abordan la diversidad sexual en Chile desde los años 1920. Publicado por la Editorial Sudamericana en 2001 y lanzado oficialmente en noviembre del año siguiente, el libro es considerada la primera antología de obras de autores chilenos que aborda el tema de la homosexualidad.

## Sinopsis
El libro consiste en 31 textos seleccionados, divididos en once capítulos temáticos, entre ellos los titulados como «Aquellos inicios», «Las identidades tránsfugas», «Los tránsitos interiores: ese gran clóset» y «Los íntimos: cartas y diarios».
Además de los textos presentados en el libro, Sutherland también tenía planificado incluir obras de Gabriela Mistral y Enrique Lafourcade, sin embargo se encontró con la negativa por parte de la fundación que resguarda las obras de la Premio Nobel de Literatura, y con la oposición del propio Lafourcade de considerar la obra «Pena de muerte» como una obra de temática homosexual. Como respuesta, durante la presentación del libro en la Feria Internacional del Libro de Santiago de 2002, se realizó una performance con el artista Francisco Capello recitando versos de Mistral.

## Autores
En el libro se abordan textos de diferentes autores chilenos, entre ellos:
| - Edesio Alvarado - René Arcos - Marta Brunet - Francisco Casas - José Donoso - Joaquín Edwards Bello - María Carolina Geel - María Elena Gertner | - Sergio Gómez - Alfredo Gómez Morel - Ramón Griffero - Carlos Iturra - Pedro Lemebel - Enrique Lihn | - Jorge Marchant - Armando Méndez - Nelson Pedrero - Pablo Simonetti - Benjamín Subercaseaux - Mauricio Wacquez |

También se incluyen cartas del diario íntimo de Luis Oyarzún y cartas del crítico literario Hernán Díaz Arrieta.